# استفان کینوک
استفان کینوک (انگلیسی: Stephen Nathan Kinnock؛ زادهٔ ۱ ژانویهٔ ۱۹۷۰) یک دیپلمات، و سیاست‌مدار اهل انگلستان است. استفان کینوک، از اعضای حزب کارگر در پارلمان بریتانیا از حوزه انتخابیه Aberavon (یکی از شهرهای منطقه ولز) می‌باشد
همسر وی هله تورنینگ-اشمیت، نیز نخست وزیر دانمارک می‌باشد.
پدر استفان، نیل کینوک، از رهبران سابق حزب کارگر و مادرش گلینز کینوک، از نمایندگان پیش حزب کارگر در پارلمان بود.